# Les Meurtres de Molly Southbourne
Les Meurtres de Molly Southbourne (titre original : The Murders of Molly Southbourne) est un roman court fantastique et d'horreur de Tade Thompson paru en 2017 puis traduit en français et publié aux éditions Le Bélial' en 2019.
Ce roman court est le premier de la série Molly Southbourne.

## Résumé
Une personne se réveille dans une cave, attachée par des chaines et percluse de douleurs. Une femme vient la voir plusieurs fois, pour la nourrir et la désaltérer, puis pour lui tatouer une série de chiffres sur un bras. Puis, lors d'une nouvelle visite, elle lui raconte son existence.
Elle s'appelle Molly Southbourne, elle a été élevée par son père et sa mère dans une ferme qu'elle n'a quasiment jamais quittée jusqu'à ses dix-huit ans. Sa mère, ancienne espionne, l'a entraînée depuis son plus jeune âge à se battre mais a également fait toute son éducation scolaire. Avec son père, elle lui a également inculqué les règles à suivre absolument, sans aucune exception : si elle voit une fille qui lui ressemble, elle doit fuir et, le cas échéant, se battre à mort ; elle ne doit pas saigner ; si elle saigne, elle doit récupérer son sang dans des compresses, nettoyer avec du détergent puis tout brûler. Dans les faits, dès qu'elle ne suit pas complètement la dernière règle, une molly apparaît, à savoir un être quasi identique à elle mais qui semble diminué psychologiquement et qui au bout de quelques minutes à quelques heures se retrouve à l'attaquer dans le but de la tuer. La jeune fille passe ainsi sa jeunesse à tuer des mollys, mettant en application l'entraînement que lui prodigue sa mère. 
Quand Molly atteint l'âge d'entrer à l'université, ses parents acceptent son départ et la laissent affronter le monde. Quelques mois plus tard, Molly retourne voir ses parents mais elles les retrouve tués tous les deux, alors qu'une molly a élu domicile dans la ferme. Molly comprend qu'une ancienne molly à moitié enterrée près de la ferme familiale a été retrouvée par ses parents, ce qui leur a coûté la vie.
À l'université, Molly engage une relation sentimentale avec James Down, un professeur d'anatomie. Elle se confie à lui et lui demande de pratiquer tout un tas d'examens sur elle. Il découvre qu'elle possède dans son corps des cellules étrangères, cellules qu'il retrouve également dans son propre corps, une conséquence probable de leurs rapports sexuels. Il découvre également que l'ancien petit ami de Molly est décédé et que lui-aussi semble développer une maladie s'apparentant à un cancer.
Molly termine ainsi son récit à la personne enchaînée, qui déduit qu'elle est une molly, ce que lui confirme sa gardienne. Molly lui dit qu'elle a volontairement créé plusieurs mollys dans le but d'en trouver une suffisamment normale pour survivre et vivre dans la société. Sa prisonnière semblant convenir, elle lui annonce qu'elle renonce à la vie, lui lance les clés pour se détacher et dans la foulée allume un brasier afin de détruire sa maison puis se suicide en se jetant dans les flammes de l'incendie.

## Accueil et distinctions

### Accueil critique
Les Meurtres de Molly Southbourne a été bien reçu par la critique, avec des éloges pour ses thèmes psychologiques. Certains commentateurs ont comparé l'intrigue du roman à une parabole sur la maladie mentale. D'autres l'ont comparé positivement à des œuvres mettant en vedette des doppelgängers, comme William Wilson d'Edgar Allan Poe. Le New York Times a loué l'histoire pour son ambiguïté morale et sa représentation de la nature de la méchanceté. Dans une critique positive, Publishers Weekly a qualifié la nouvelle d'« exploration sanglante de l'identité et de soi ».

### Distinctions
Les Meurtres de Molly Southbourne a remporté le Prix Nommo 2018, le prix Julia-Verlanger 2019 et le grand prix de l'Imaginaire de la meilleure nouvelle étrangère 2020.